# Brenda Hillhouse
Brenda Hillhouse est une actrice américaine.

## Filmographie

### Cinéma
- 1982 : Rue de la sardine (Cannery Row) de David S. Ward : Martha
- 1987 : My Best Friend's Birthday : Wife
- 1994 : Pulp Fiction : Mrs. Coolidge - Butch's Mother
- 1996 : Une nuit en enfer (From Dusk Till Dawn) : Hostage Gloria Hill

### Télévision
- 1982 : Two of a Kind : Waitress
- 1986 : Acceptable Risks : Nurse
- 1989 : I Know My First Name Is Steven : Barbara
- 1991 : Détour vers le bonheur (Changes) : Nurse #3